# 夜安！借住少女出沒注意
《夜安！借住少女出沒注意》是啞鳴所著的台灣輕小說第6部作品，Stellarism繪畫插圖，由尖端出版負責發行出版。是之前鮮鮮出版的《宅的生存之道‧當我們宅在一起》由啞鳴所負責的部分的更新版，把接下來的故事完整補足，全3冊完結。第1集在台灣的銷量已超過1萬冊。

## 劇情簡介
郭振宇（原鮮鮮出版的未出現名字），是個肥宅。因為一場誤會使自己不想去學校，但有一天一名不明的人吃了他的冷凍義大利麵（微波才能吃的那種），東西也不斷地消失...
卻意外發現了有人在利用他的浴室洗澡...意外抓到了借住少女（也就是隙間女）小蛔，就這樣與高中同學思嘉，開始了一段使自己哭笑不得的故事...

## 角色介紹

### 郭振宇家
郭振宇
原鮮鮮出版的小說沒有出現名字，男主角，喜歡思嘉，也喜歡小蛔。
動畫魔法少女小芳的粉絲。
因為高中同學誤會認為是他拿走思嘉的泳衣(其實是可可，上卷最後一章有說明)，使自己不願意去上學。
曾是個肥宅，因為小蛔的出現，受到小蛔的暴力辱罵與強迫節食，並強迫減肥而變瘦，後來小蛔用他與思嘉的合照帶去學校來強迫他去上學。(也變得很靈活，縱火案時，思嘉的校長雕像就是他救的，並爬下學校)。
曾阻止過一個女孩子自殺，後來證實那個人就是小蛔，在上的最後再度阻止小蛔自殺。
曾當任過白鈦娛樂公司的網站管理員，幫忙管理部分明星的粉絲專頁，但是為了讓小蛔正常出道決定辭職，並搬回老家。
但小蛔無照駕駛而造成車禍，為了保護小蛔而幫小蛔頂罪(因為小蛔即將成為明星，為了不拖累小蛔決定出此策。)，並說『妳應該擁有的，不是我家房間，不是我家的天花板夾層，而是這個廣闊的世界，妳，已經不是借住少女了。』，而讓自己坐了1年的牢(無照駕駛，過失傷人與酒駕(忘記自己有喝酒))，出獄後無法搬回老家(因為擔心帶著家恥)，只好成為動漫店店員，並租了一間簡陋的房子過著躲躲藏藏的生活，躲避思嘉與小蛔，但最後還是被發現。
為了讓小蛔跟他一起住，決定跟呢喃姊交涉，並保全了小蛔的戀愛與居住自由，以「永遠額滿，遇缺不補」拒絕了呢喃姊如果失業想成為借住少女(其實是借住阿姨)的要求。
後來跑回去雲林老家休息，但後來被自己爸爸說『別在田裡尋找土地種不出來的答案』而決定回到台北。
書中最後在台北車站的美食街餐桌與小蛔和思嘉再度見面。
在後日談中再度擔任白鈦娛樂公司的網站管理員，繼續幫忙管理部分明星的粉絲專頁，並跟思嘉、小蛔搬入一間豪宅。
在後來同作者的『邊緣女神改造計畫』再次登場，依然在做動漫店的店員，光磊(該書的主角)常常光顧，似乎有振宇的把柄，也出現在劇情裡幫助光磊和千恩。
小蛔/恩迴/迴
上集第一章登場，第一女主角，第一位借住少女，有體味癖。
夢迴樂團的主唱。
父母下落不明，原本是個會表演的人，但是因為失敗而銷聲匿跡，用恩迴的名字當過女僕咖啡廳的服務生，是女僕咖啡廳的人氣女僕，後來不明原因離職。
一開始常常偷吃振宇的冷凍義大利麵，後來在振宇的家裡洗澡被發現，平常是住在天花板夾層。
看振宇悲觀的情況，常常用辱罵與暴力對待與強迫節食，使他減肥，並用他與思嘉的合照帶去學校來強迫他去學校。
為了解決生理問題，在振宇的糧食下安眠藥，讓振宇睡著後才去解決。
曾經想跳河自殺，但被振宇阻止，但被振宇忘得一乾二淨，也因為尋找小蛔時讓振宇想起來，她是唯一會用「老娘」來自稱自己的。
上集第五章，自己幫助振宇的任務完成，想要離開，並告訴振宇，她只是振宇的妄想時，被振宇奪去初吻，罵了聲「笨蛋」後離家出走(再度在振宇的糧食下安眠藥)。再度回到一開始自殺的橋想要再度跳河自殺，卻因為營養不足(自己為了讓振宇減肥而一起吃減肥餐)而導致摔下橋，最後被振宇救回。
中集開始時，不再住天花板夾層。
夢想是去當歌手，一開始沒有選上開始自暴自棄，但在振宇協助下與白鈦娛樂簽約成為夢迴樂團的主唱。
那場車禍的真正元凶，因為小蛔想練習開車並當計程車駕駛，但意外撞到一名酒醉的人(後來確定是小臻的爸爸)，但為了保護小蛔，而振宇決定幫小蛔頂罪(因為小蛔即將成為明星，為了不拖累小蛔決定出此策。)，而讓振宇坐了1年的牢。
在振宇出獄後，因為振宇不斷的躲她，決定利用尋人啟事來找人。
因為看到思嘉在加油板上寫『人在小芳展，其實他一直很想妳』，剛好遇到小臻與小臻的爸爸，來到展覽館找人，最後再度偷吃冷凍義大利麵與躲藏(呼應最前面的劇情，但這次是躲在床底下的睡袋裡)與振宇見面，但因中途離場，被公司的人帶回宿舍安置，後來再度見面。
也是振宇跟呢喃姊交涉的關鍵。
最後道歉並回歸舞台繼續演出，後來在墾丁真的成為計程車司機，也順便度假，但很快就膩了，跑回台北之後在台北車站的美食街餐桌與思嘉、振宇再度見面。
在後日談中與思嘉、振宇住在一起，並搬入一間豪宅。
對振宇有好感。
在後來同作者的『邊緣女神改造計畫』再次登場，常常坐在動漫店裡面的紙箱讀書，也出現在劇情裡幫助光磊和千恩。
王思嘉
上集第一章後半部分登場，第二女主角，第二位借住少女，疑似有露出癖(因為內褲常常卡到而露出)。
雕刻家，喜歡雕刻東西。
也是讓振宇不去上學的原因(因為高中同學誤會認為是他拿走思嘉的泳衣，但其實是可可，後來表示是因為忌妒，後來決定斷絕往來)。
原本是個正常的人，但其實忌妒小蛔與振宇的關係，在中集時決定把她舅舅的房子租給他，她住在學校宿舍，其實是躲在房子裡的一個房間裡(常常讓小蛔嚇到)。
在中集第五章時先是誘惑振宇後，再度說出當時小蛔被發現的台詞之後，成為第二個借住少女。
在下集對振宇躲避她的行為感到失望，並說「我如果再相信你，我就是白癡...」
並再度短暫的跟振宇住在一起。
因為小臻的幫助，使她放開自己，後來再度誘惑振宇。
在後面，幫助小蛔，在加油板上寫『人在小芳展，其實他一直很想妳』，使小蛔翹班去找振宇，並再度失蹤。
書的最後在去墨爾本休息幾天前在台北車站(以方便搭上機場捷運)的美食街餐桌與小蛔、振宇再度見面。
在後日談中與小蛔、振宇住在一起，並搬入一間豪宅。
對振宇有好感。
在後來同作者的『邊緣女神改造計畫』只有被提及(但也有可能有登場)。

### 夢迴樂團
夢
夢迴樂團的其中一員，猜測是鼓手
絢
夢迴樂團的其中一員，猜測是吉他手。
曖
夢迴樂團的其中一員，迴的學姊，但年紀比小蛔小。也是最可愛的一位，猜測是副歌手，不太清楚振宇、思嘉與小蛔的關係，一直以為他們小蛔是振宇的表妹，思嘉是振宇的表嫂。
在後日談中，因為戀愛與居住限制解除後，不斷地來煩振宇他們，希望他們可以收留她(其實是因為反對振宇和小蛔交往，可以來監視她們)，但都用好幾個理由將她打發。
在後來同作者的『邊緣女神改造計畫』中登場，依然死性不改，在幫光磊和千恩中途偷跑。(其實是去破壞振宇和小蛔的約會)。
迴
詳見郭振宇家
呢喃姊
白鈦娛樂公司的公關，夢迴樂團的經紀人，也是當初幫振宇對付紫蝶娛樂公司的詹姆士。
並幫小蛔成為明星。
最後被振宇反將一軍，威脅解除戀愛與居住限制，最後詢問振宇，如果失業，是否讓她當借住少女(其實是借住阿姨)，但遭到振宇以「永遠額滿，遇缺不補」拒絕。
最後協助解除戀愛與居住限制。
詹姆士
紫蝶娛樂公司的公關，因為在社群網站辦了一場比賽，但獎項全部頒給自己旗下的藝人(自導自演)，被振宇查到，威脅振宇不准說出去。
振宇透過呢喃姊幫忙公布真相，但被詹姆士詛咒會想辦法弄死他們。
雖然道歉，但死不認錯，並暗示是振宇與小蛔陷害倒置的，惹來一片撻伐。
最後被紫蝶娛樂公司的老闆開除，據振宇對呢喃姊表示與3個合夥人另外開了一家娛樂公司。
在後來同作者的『邊緣女神改造計畫』後面登場，幫忙調解糾紛。

### 其他
小臻
那場車禍的受害者的女兒，原本跟他爸很疏離，但車禍後，逐漸回復關係。
知道振宇家的地址，見過思嘉與小蛔，也知道他們的關係。
因為振宇不斷地哼夢迴樂團的主題曲，自己也是粉絲之一。
也是幫忙找到振宇的幫兇之一。
大叔
那場車禍的受害者，小臻的爸爸。原本跟他女兒很疏離，但車禍後，逐漸回復關係。
用酒灌醉振宇，使自己知道一些不為人知的秘密(例如:思嘉與小蛔)。
一直希望振宇趕快離開，不希望他汙染小臻。
因為振宇不斷地哼夢迴樂團的主題曲，自己也是粉絲之一。
也是幫忙找到振宇的幫兇之一。
雲
動漫店的員工之一，也是唯一的女員工。
夢迴樂團的粉絲之一，不相信振宇說迴(小蛔)曾是借住少女的事情，認為他在唬爛，最後親眼看到迴(小蛔)與振宇在無理取鬧才相信。
有拍照錄影，但最後與其他同事一起刪除檔案。
雪
動漫店的員工之一，男員工。
夢迴樂團的粉絲之一，不相信振宇說迴(小蛔)曾是借住少女的事情，認為他在唬爛，最後親眼看到迴(小蛔)與振宇在無理取鬧才相信。
有拍照錄影，但最後與其他同事一起刪除檔案。
霜
動漫店的員工之一，男員工。
夢迴樂團的粉絲之一，不相信振宇說迴(小蛔)曾是借住少女的事情，認為他在唬爛，最後親眼看到迴(小蛔)與振宇在無理取鬧依然無法置信，認為是在拍整人節目想去阻止，但被店長喝止。
有拍照錄影，但最後與其他同事一起刪除檔案。
店長
動漫店的店長，魔法少女小芳的粉絲之一，討厭夢迴樂團，不太相信振宇說迴(小蛔)曾是借住少女的事情，也是出獄後讓他工作的人，要不是他，振宇也有可能沒有工作。
也是只能去看魔法少女小芳展覽才能請假的人。
知道振宇在躲迴(小蛔)，幫他隨便乎巄過去以打發小蛔。
也目擊到迴(小蛔)與振宇在無理取鬧。
有拍照錄影，但最後與其他同事一起刪除檔案，並讓振宇休息幾天。
金咪/璇子
振宇為了尋找小蛔以前的資訊時，在女僕餐廳裡，碰到的第一個女僕，但被嫌太年輕而換人，之後給振宇自己的名片。
在西門町時，被振宇從瘋狂粉絲中救出，後來振宇送了一條項鍊給自己，而且一直都很珍惜(但被光磊偷走)。
在後來同作者的『邊緣女神改造計畫』主角之一。
可可
偷走思嘉泳衣的真凶，實際上忌妒振宇可以跟思嘉走那麼近，最後跟思嘉道歉並不再往來。
獵犬
在美術教室縱火的元凶，原本是希望用假火災來讓振宇投降並把思嘉讓出來(其實也是忌妒)，但是自食惡果，燒到貼在橫拉門的壁紙，遭到退學。

## 出版書籍
輕小說
舊版
- 宅的生存之道‧當我們宅在一起（2014/03/18，插畫：迷子燒、鮮鮮文化，ISBN 9789863401490，與啪啪桑、甜咖啡共著）

新版
| 集數                       | 尖端出版      | 尖端出版               | 封面人物 | 內頁人物1 | 內頁人物2    | 首刷贈送          |
| 集數                       | 發售日期      | ISBN                   | 封面人物 | 內頁人物1 | 內頁人物2    | 首刷贈送          |
| -------------------------- | ------------- | ---------------------- | -------- | --------- | ------------ | ----------------- |
| 上                         | 2016年12月8日 | ISBN 978-957-10-7056-8 | 小蛔     | 小蛔      | 小蛔、王思嘉 | PET收藏卡+1:1房卡 |
| 中                         | 2017年2月7日  | ISBN 978-957-10-7195-4 | 小蛔     | 小蛔      | 小蛔         | PET收藏卡         |
| 下                         | 2017年5月11日 | ISBN 978-957-10-7160-2 | 小蛔     | 王思嘉    | 小蛔         | 番外別冊          |
| 別冊(下集首刷限定，非賣品) | 2017年5月11日 | 不適用                 | 王思嘉   | 不適用    | 不適用       | 不適用            |

## 客串
啞鳴在下集後記之二表示，思嘉、小蛔、振宇會在他的下一部作品《邊緣女神改造計畫》中以客串的形式出現，就像以前的作品一樣。

## 插圖拼貼
就在FF30.5開拓復活祭舉辦前幾天，插畫家Stellarism爆出陰陽師過場插圖爆出拼貼事件，有網友去比對圖片發現上集思嘉在游泳池的插圖也是拼貼而成，造成了部分粉絲批評。

## 外部連結
- 尖端出版網站 （页面存档备份，存于）
- 啞鳴的Facebook專頁